# 西尾市民病院
西尾市民病院（にしおしみんびょういん）は、愛知県西尾市熊味町にある公立の病院である。

## 概要
1948年（昭和23年）6月、西尾町立西尾地方病院として開院。
2021年（令和3年）9月、西尾市は2020年（令和2年）度の西尾市民病院の決算を公表した。事業会計決算は3億900万円の純損失となり、22年連続の実質赤字となった。累積赤字は89億8500万円に達した。 

## 沿革
- 1948年（昭和23年）6月1日：西尾町立西尾地方病院として開院。
- 1952年（昭和27年）3月：国保西尾地方病院に名称を変更。
- 1954年（昭和29年）10月：国保西尾市民病院に名称を変更。
- 1966年（昭和41年）4月：西尾市民病院に名称を変更。
- 1968年（昭和43年）10月：総合病院の認定を受ける。
- 1990年（平成2年）2月：西尾市熊味町へ移転し、病床420床、13科で開院[2]。
- 2007年（平成19年）3月：災害拠点病院の指定を受ける。

## 診療科目
- 内科
- 小児科
- 外科
- 整形外科
- 形成外科
- 脳神経外科
- 呼吸器外科
- 皮膚科
- 泌尿器科
- 産婦人科
- 眼科
- 耳鼻咽喉科
- リハビリテーション科
- 放射線科
- 麻酔科
- 精神科

## 交通アクセス
- 名鉄西尾線「西尾駅」から名鉄東部交通バス、または六万石くるりんバスで約7分。
- 名鉄西尾線「西尾口駅」から徒歩で約5分。